# Léon Cayla
Léon Henri Charles Cayla (Orà, 17 de novembre de 1881-Sant-Germain-en-Laye, 25 d'abril de 1965) fou un administrador colonial francès, governador de l'Estat dels Alauites i de l'Estat del Gran Líban i governador general de Madagascar (per dues vegades) i de l'Àfrica Occidental Francesa (AOF).

## Biografia
El 1910 fou nomenat cap de gabinet del governador general a Madagascar, on fou anys després nomenat governador general dues vegades.
Fou l'adjunt del mariscal Lyautey per l'organització de l'Exposició colonial internacional (1931).
Cayla fou igualment conseller del govern a Alexandreta i governador de l'Estat dels Alawites (1 de gener de 1923) que va exercir fins al setembre de 1925 però va deixar el lloc en mans de suplents per dues vegades, la primera vegada del maig a setembre de 1923 en mans de René Victor Fauconnier i la segona vegada el gener de 1925 quan va ser designat governador interí de l'estat del Gran Líban i va marxar a aquest estat quedant el seu càrrec a l'estat dels Alawites ocupat com a suplent per Antoine Privat-Aubouard; el juliol de 1925 la seva interinitat al Gran Líban va esdevenir en govern definitiu i el setembre de 1925 el seu càrrec a Latakia fou cobert per un nou governador (Ernest Marie Hubert Schoeffler); va exercir el càrrec fins al maig de 1926 quan es va formar la república Libanesa (1926-1946).
Fou nomenat Governador General de Madagascar de l'1 de maig de 1930 al 22 d'abril de 1939, Malgrat la crisi mundial, restablí l'equilibri de la balança comercial de l'illa i va prosseguir els grans treballs, sobretot l'arranjament dels ports moderns de Tamatave i de Diego Suarez – aquest últim establert anteriorment pel coronel Joffre. La reconstrucció de Tamatave i les transformacions de Tananarive, de Fianarantsoa i de Majunga van iniciar el desenvolupament a l'illa d'un urbanisme modern. La longitud de la xarxa viària va passar de 12000 a 25000 km, és a dir que va doblar al curs d'aquest període. La producció de cafè es va multiplicar per sis. Una línia aèria amb França es va establir en aquell temps. Marcel de Coppet va reemplaçar a Léon Cayla el juny 1939.
Succeint a Pierre Boisson, esdevingué governador general de l'AOF a Dakar del 10 d'agost de 1939 al 25 de juny de 1940. Durant aquest període, signa un cartell convidant la població a no perseguir més que un sol objectiu: la victòria contra l'Alemanya. Però el rebuig de l'Àfrica del Nord, amb el general Charles Noguès, de posar-se del costat de la França Lliure va influir a l'AOF i Cayla mateix va acabar per alinear-se amb el comandament de l'Àfrica del Nord. Tanmateix, i després de la batalla de Mers el-Kebir i les seves conseqüències sobre els ports colonials, Cayla, jutjat pro-golista, fou enviat de nou a Madagascar el juliol de 1940 sent reemplaçat pel seu antecessor Pierre Boisson, que, recuperant el seu càrrec, va optar per la col·laboració.
El governador de Madagascar, Jules Marcel de Coppet, temptat de mantenir Madagascar en la guerra, fou destituït i Léon Cayla enviat al seu lloc recuperant la seva antiga plaça del 30 de juliol de 1940 a l'11 d'abril de 1941 quan fou reemplaçat per Armand Annet.
Cayla escollirà de no combatre al costat dels britànics. Aquesta actitud li va costar ser jutjat: el 19 de juliol de 1946 fou condemnat a cinc anys de presó, una pena commutada després per una de quatre anys.
Va morir el 1965, a l'edat de 83 anys, al seu domicili de Sant-Germain-en-Laye.
Un jardí públic a l'entrada de la ciutat de Majunga contínua sent anomenat "jardí Cayla" per la població.

## Escrits
- Des Offices de renseignements coloniaux. Documentation et propagande, Librairie des sciences politiques et sociales, Marcel Rivière, 1908, 201 p.
- Terres d'outre-mer : destin d'un empire, Éditions du Triolet, Paris, 1948, 211 p.